# Фортьюн, Роберт
Роберт Фортьюн, или Роберт Форчун (англ. Robert Fortune; 16 сентября 1812 или 16 сентября 1813, Беруикшир — 13 апреля 1880, Лондон, Англия, Великобритания) — шотландский ботаник, садовник и писатель.

## Биография
Роберт Форчун родился в Шотландии 16 сентября 1812 года. В 1842 году был назначен суперинтендантом отдела теплиц Королевского садоводческого общества в Чизвике. Роберт Фортьюн сделал много поездок по северным областям Китая. 6 июля 1843 года Фортьюн прибыл в Гонконг и приступил к сбору растений. После возвращения в Лондон в мае 1846 года Роберт Фортчун в 1847 году опубликовал свои дневники в книге Three Years' Wandering in the Northern Provinces of China. В 1846 году Фортчун был назначен заведующим ботаническим садом общества аптекарей в Челси, но в мае снова отправился в Китай, откуда в 1851 году вернулся в Калькутту со значительным числом молодых чайных кустов. Эту поездку он описал в A journey of the Tea countries of China (Лондон, 1852). В 1852 году он в третий раз отправился в Китай, а также посетил Формозу. Четвёртое путешествие, которое было уже по поручению американского правительства, Фортьюн совершил с 1858 года по 1862 год в Китай и Японию. Он описал его в Yeddo and Peking, a narrative of a journey to the capitals of Japan and China (1863). Роберт Фортьюн умер в Лондоне 13 апреля 1880 года. Похоронен на Бромптонском кладбище.

## Научная деятельность
Роберт Фортчун специализировался на семенных растениях.

## Публикации
- Three Years' Wandering in the Northern Provinces of China, A Visit to the Tea, Silk, and Cotton Countries, with an account of the Agriculture and Horticulture of the Chinese, New Plants, etc. London, John Murray, 1847[1].
- A Journey to the Tea Countries of China; Sung-lo and the Bohea Hills; with a Short Notice of the East India Company's Tea Plantations in the Himalaya Mountains. London, John Murray, 1852[1].
- A Residence Among the Chinese; Inland, On the Coast and at Sea; being a Narrative of Scenes and Adventures During a Third Visit to China from 1853 to 1856, including Notices of Many Natural Productions and Works of Art, the Culture of Silk, &c. London, John Murray, 1857[1].
- Yedo and Peking; A Narrative of a Journey to the Capitals of Japan and China, with Notices of the Natural Productions, Agriculture, Horticulture and Trade of those Countries and Other Things Met with By the Way. London, John Murray, 1863[1].
- Fortune, Robert (1853). Two visits to the tea countries of China and the British tea plantations in the Himalaya: with a narrative of adventures, and a full description of the culture of the tea plant, the agriculture, horticulture, and botany of China (Vol.1)[6] London: Murray. — University of Hong Kong Libraries, Digital Initiatives, China Through Western Eyes.
- Fortune, Robert (1853). Two visits to the tea countries of China and the British tea plantations in the Himalaya: with a narrative of adventures, and a full description of the culture of the tea plant, the agriculture, horticulture, and botany of China (Vol.2)[7] London: Murray. — University of Hong Kong Libraries, Digital Initiatives, China Through Western Eyes.